# Тизенгаузен, Фёдор Иванович
Фёдор Ива́нович Тизенга́узен (Бе́ренд Гре́гор Фердина́нд граф фон Тизенга́узен, нем. Berend Gregor Ferdinand Graf von Tiesenhausen; 21 мая (1 июня) 1782 — 21 ноября (3 декабря) 1805) — русский дворянин из остзейских немцев, штабс-капитан инженерных войск, флигель-адъютант (с 9 апреля 1801 года). Зять М. И. Кутузова.

## Гибель
В ходе битвы под Аустерлицем Фёдор Иванович получил тяжёлое ранение и через три дня скончался в деревне Штрасcендорф (Силнична) в Моравии в доме местного кузнеца. В Штрасcендорфе он был похоронен своим слугой. Позднее прах перевезли в Ревель и захоронили его в Домском соборе. На месте погребения в Моравии до конца XIX века стоял крест (потом остался лишь постамент) с надписью: «Здесь покоится адъютант русского царя граф Фердинанд Тизенгаузен, кавалер орденов св. Анны и Марии Терезии, родился 15 августа 1782 года, скончался в этом доме 4 декабря 1805 года от ран, полученных в битве под Аустерлицем. Умер смертью героя».
Об обстоятельствах смертельного ранения Тизенгаузена под Аустерлицем  рассказывает военный историк А. И. Михайловский-Данилевский. Считается, что именно ранение Тизенгаузена, со знаменем в руках ведшего солдат в атаку, легло в основу сцены ранения князя Андрея на поле Аустерлица в романе Л. Н. Толстого «Война и мир».

## Семья
Отец — Граф Иван Андреевич Тизенгаузен (1741—1815), русский придворный деятель; камергер (1782), обер-гофмейстер императорского двора (1798), действительный тайный советник (1799).
Мать — баронесса Екатерина (Катарина Фредерика) Ивановна Штакельберг (1753—02.03.1826), фрейлина двора (1769), дочь директора Лифляндской коллегии экономии барона Фабиана Адама фон Штакельберга; сестра любимой фрейлины императрицы графини Елизаветы Орловой.
6 июня 1802 года Фёдор Иванович женился на Елизавете Михайловне Голенищевой-Кутузовой, дочери Михаила Илларионовича Кутузова.

### Дети
- Екатерина (1803—1888)
- Дарья (Доротея; 1804—1863)